# Friedrich Kausler (Politiker)
Friedrich Kausler (* 21. Oktober 1806 in Gaildorf; † 24. Dezember 1883 in Gaildorf) war von 1856 bis 1868 Mitglied der Württembergischen Landstände.
Kausler war das einzige Kind von Friedrich Kausler, der Pfarrer in Oberrot war, und dessen Ehefrau Juliane Louise Hangleitner (1765–1836). Er war evangelischer Konfession. Kausler heiratete 1835 Christiane Christine Sophia Glock (1811–1892) und hatte mit ihr ein Kind. 
Kausler war Rechtskonsulent in Gaildorf. Er war in den Wahlperioden von 1856 bis 1862 und von 1862 bis 1868 Mitglied der Württembergischen Landstände. 1868 verlor er sein Mandat nach einem harten Wahlkampf. Für diesen Wahlkreis gab es vier Kandidaten. Die Stichwahl gewann schließlich der Gegenkandidat Karl Lanzberg, der von Julius Haußmann unterstützt wurde. 